# Panzerkorps „Großdeutschland“
Das Panzerkorps Großdeutschland war ein Großverband der deutschen Wehrmacht in der letzten Phase des Zweiten Weltkriegs.

## Geschichte
Ab 28. September 1944 begann in Ostpreußen die Aufstellung eines „Panzerkorps Großdeutschland“ als „Panzerkorps neuer Art“ zur Führung der Panzergrenadier-Division „Großdeutschland“ und der Panzergrenadier-Division „Brandenburg“. Hierfür waren starke Korpstruppen vorgesehen. Das Korps stand zunächst unter dem Kommando des Generals der Panzertruppe Dietrich von Saucken.
Die Aufstellung war am 12. Januar 1945, als die sowjetische Winteroffensive begann, noch nicht abgeschlossen. Laut OKH-Befehl verlegte das Korps mit Division „Brandenburg“ in den Raum Lodz, während die Division „Großdeutschland“ im Raum Ostpreußen verblieb. Beide Verbände haben also niemals unter einheitlichem Kommando gekämpft.
An der Warthe wurde versucht, mit dem Panzerkorps "Großdeutschland" und den Resten der 9. Armee eine Widerstandslinie zu errichten. Nur unter größten Anstrengungen konnten diese Einheiten den Vorstoß der Roten Armee auf Sieradz verzögern. Zu diesem Zeitpunkt löste sich die Front der Heeresgruppe aber bereits auf. In einem wandernden Kessel schlugen sich  die Reste der 9. Armee mit dem Panzerkorps "Großdeutschland" zu den eigenen Linien durch.
Ab Februar 1945 konnte eine neue Verteidigungslinie bei Görlitz bezogen werden.
Am 1. März 1945 waren dem Panzerkorps im Rahmen der übergeordneten 4. Panzerarmee folgende Verbände unterstellt:
- Masse 21. Panzer-Division
- Panzergrenadier-Division „Brandenburg“
- Fallschirm-Panzer-Division 1 Hermann Göring
- 20. Panzer-Grenadier-Division
- Divisionsstab z. b. V. 615[4]

Die Führung des Korps übernahm vom 15. März bis Kriegsende der General Georg Jauer. Unter dessen Befehl nahm das Korps an der Schlacht um Bautzen, die bis Kriegsende dauerte, teil.

## Andere „GD“ Verbände
Im erweiterten Sinne (z. B. bei Helmuth Spaeter) werden alle „Großdeutschland“-Verbände zum Panzerkorps gerechnet, obwohl keine organisatorische Verbindung bestand.
Die „Führer-Begleit-Brigade“ und die „Führer-Grenadier-Brigade“ wurden im Dezember 1944 an die Westfront zur Teilnahme an der Ardennen-Offensive verlegt und ab Januar 1945 als Divisionen bezeichnet. Nach der sowjetischen Winteroffensive 1945 wurde aus „GD“-Ersatztruppenteilen und Alarmeinheiten eine Panzergrenadier-Division Kurmark im Raum Cottbus-Frankfurt/Oder zusammengestellt und unmittelbar an die Front geworfen.
Die „Führer-Begleit-Division“ und „Führer-Grenadier-Division“ kamen nach dem Scheitern der Ardennen-Offensive wieder an der Ostfront zum Einsatz. Mitte April 1945 wurde die „Führer-Begleit-Division“ an der Neisse durch die sowjetische 4. Gardepanzerarmee abgedrängt und darauf im Kessel von Spremberg vernichtet. Die „Führer-Grenadier-Division“ wurde im April 1945 zur Verteidigung Wiens zur Heeresgruppe Süd verlegt und später von US-amerikanischen Einheiten nach der Gefangennahme bei Linz im Mai der Roten Armee übergeben. Das „Wachregiment Großdeutschland“ erlebte das Kriegsende in der Schlacht um Berlin.

## Gliederung
(Quelle:)

### Korpstruppen
- Korps-Füsilier-Regiment Großdeutschland
- schwere Panzer-Abteilung Großdeutschland
- Artilleriekommandeur 500
- Artillerie-Regiment 500
- Pionier-Regiment 500 (Stab)
- Panzer-Pionier-Bataillon 500
- Panzer-Korps-Nachrichten-Abteilung 500
- Panzer-Feldersatz-Regiment Großdeutschland
- Versorgungs-Regiment 500

### Unterstellte Einheiten
- 21. Panzer-Division
- Panzergrenadier-Division „Brandenburg“
- Fallschirm-Panzer-Division 1 Hermann Göring
- 20. Panzergrenadier-Division